# 載寧郡
載寧郡（チェリョンぐん）は朝鮮民主主義人民共和国黄海南道に属する郡。

## 地理
載寧江の下流西岸、載寧平野に位置する。西に安岳郡・信川郡、南に新院郡と接し、載寧江を隔てて東に黄海北道銀波郡・沙里院市・黄州郡と向かい合う。

## 行政区画
1邑・1労働者区・24里を管轄する。
| - 載寧邑（チェリョンウプ） - 金山労働者区（クムサンノドンジャグ） - 江橋里（カンギョリ） - 孤山里（コサンニ） - 屈海里（クレリ） - 金斉元里（キムジェウォンニ） - 南芝里（ナムジリ） - 東新興里（トンシヌンニ） - 来臨里（レリムニ） - 龍橋里（リョンギョリ） - 碧山里（ピョクサンニ） - 鳳梧里（ポンオリ） - 蓬泉里（ポンチョンニ） | - 富徳里（プドンニ） - 北芝里（プクチリ） - 三支江里（サムジガンニ） - 西林里（ソリムニ） - 書院里（ソウォンニ） - 石灘里（ソクタンニ） - 新串里（シンゴンニ） - 新換浦里（シヌァンポリ） - 陽渓里（ヤンゲリ） - 墻菊里（チャングンニ） - 財泉里（チェチョンニ） - 天摩里（チョンマリ） - 清泉里（チョンチョンニ） |

## 歴史
高句麗時代には漢忽（ハンホル/한홀）、息城郡などと呼ばれ、高麗時代には安州と称された。朝鮮王朝時代の1217年に載寧県と改称され、1415年に載寧郡に昇格した。
1895年に海州府載寧郡、1896年黄海道載寧郡となる。
1952年の北朝鮮の地方行政区画再編により、載寧郡（1邑27里）が再編成された。

### 年表
この節の出典
- 1914年4月1日 - 郡面併合により、信川郡斗羅面の一部を編入し、清水里面・上方面・西湖面・下栗面の各一部が信川郡に編入。載寧郡に以下の面が成立。(16面)
  - 北栗面・南栗面・載寧面・下湖里面・龍山面・下聖面・上柳面・三支江面・牛頭川面・銀山面・花山面・上聖面・下柳面・上方面・下方面・清水里面
- 1928年4月1日 (13面)
  - 下湖里面の一部が載寧面に編入。
  - 三支江面および牛頭川面・銀山面の各一部が合併し、三江面が発足。
  - 龍山面および銀山面の残部・花山面の一部が合併し、銀龍面が発足。
  - 下聖面・上柳面の各一部が上聖面に編入。
  - 上柳面の一部が下聖面に編入。
  - 下柳面および上柳面の残部・下方面の一部が合併し、新院面が発足。
  - 下方面の残部・花山面の一部が合併し、長寿面が発足。
  - 牛頭川面の残部・花山面の残部・清水里面の一部が合併し、清川面が発足。
  - 下湖里面の残部および載寧面・南栗面の各一部が合併し、西湖面が発足。
  - 載寧面の一部が南栗面に編入。
- 1938年 (1邑10面)
  - 載寧面が載寧邑に昇格。
  - 上方面・清水里面が長寿面に編入。
  - 鳳山郡西鍾面の一部が南栗面に編入。
- 1945年 - 載寧邑が載寧面に降格。(11面)
- 1952年12月 - 郡面里統廃合により、黄海道載寧郡北栗面・南栗面・載寧面・清川面・長寿面および西湖面・三江面・銀龍面の各一部、信川郡蘆月面の一部地域をもって、載寧郡を設置。載寧郡に以下の邑・里が成立。(1邑26里)
  - 載寧邑・東新興里・大洪里・屈海里・北芝里・南芝里・江橋里・来臨里・碧山里・古桟里・蓬泉里・新換浦里・財泉里・孤山里・金山里・青龍里・龍橋里・富徳里・清泉里・新串里・石灘里・鳳梧里・書院里・西林里・墻菊里・陽渓里・天摩里
- 1952年末 - 金山里が金山労働者区に昇格。(1邑1労働者区25里)
- 1953年12月 - 碧山里・蓬泉里・孤山里・財泉里の各一部が載寧邑に編入。(1邑1労働者区25里)
- 1954年10月 - 黄海道の分割により、黄海南道載寧郡となる。(1邑1労働者区26里)
  - 碧山里の一部が孤山里に編入。
  - 黄海北道銀波郡養洞里の一部が龍橋里に編入。
  - 龍橋里の一部が黄海北道銀波郡柳亭里に編入。
  - 鳳梧里の一部が黄海北道銀波郡新徳里・岐山里の各一部と合併し、黄海北道銀波郡亀蓮里となる。
  - 清泉里の一部が黄海南道信川郡東嶺里に編入。
  - 黄海北道銀波郡新徳里、黄海南道新院郡雲陽里の各一部が合併し、新徳里が発足。
  - 新換浦里が黄海南道安岳郡徳成里との境界線を調整。
- 1961年3月 - 大洪里が金斉元里に改称。(1邑1労働者区26里)
- 1967年10月 - 新徳里が新院郡に編入。(1邑1労働者区25里)
- 1979年12月 - 青龍里が三支江里に改称。(1邑1労働者区25里)
- 1988年 - 古桟里が来臨里に編入。(1邑1労働者区24里)

## 交通
- 殷栗線
  - 金山駅 - 載寧駅